# العلاقات التشيلية الشمال مقدونية
العلاقات التشيلية الشمال مقدونية هي العلاقات الثنائية التي تجمع بين تشيلي وشمال مقدونيا.

## مقارنة بين البلدين
هذه مقارنة عامة ومرجعية للدولتين:
| وجه المقارنة                                              | تشيلي                         | شمال مقدونيا                                               |
| --------------------------------------------------------- | ----------------------------- | ---------------------------------------------------------- |
| المساحة (كم2)                                             | 756.10 ألف                    | 25.71 ألف                                                  |
| عدد السكان (نسمة)                                         | 17.37 مليون                   | 2.08 مليون                                                 |
| الكثافة السكانية (ن./كم²)                                 | 22.97                         | 80.9                                                       |
| العاصمة                                                   | سانتياغو                      | إسكوبية                                                    |
| اللغة الرسمية                                             | اللغة الإسبانية               | اللغة المقدونية، اللغة الألبانية                           |
| العملة                                                    | بيزو تشيلي، وحدة حساب تشيلية ‏ | دينار مقدوني                                               |
| الناتج المحلي الإجمالي (بليون دولار)                      | 277.08 مليار                  | 11.34 مليار                                                |
| الناتج المحلي الإجمالي (تعادل القوة الشرائية) بليون دولار | 419.39 مليار                  | 29.26 مليار                                                |
| الناتج المحلي الإجمالي الاسمي للفرد دولار أمريكي          | 13.42 ألف                     | 4.85 ألف                                                   |
| الناتج المحلي الإجمالي للفرد دولار أمريكي                 | 22.07 ألف                     | 16.25 ألف                                                  |
| مؤشر التنمية البشرية                                      | 0.832                         | 0.747                                                      |
| رمز المكالمات الدولي                                      | +56                           | +389                                                       |
| رمز الإنترنت                                              | .cl                           | .mk                                                        |
| المنطقة الزمنية                                           | 00، 00، 00، 00                | توقيت وسط أوروبا، ت ع م+01:00، ت ع م+02:00، أوروبا/سكوبيه ‏ |

## منظمات دولية مشتركة
يشترك البلدان في عضوية مجموعة من المنظمات الدولية، منها:
| علم المنظمة | اسم المنظمة                               | تاريخ انضمام تشيلي | تاريخ انضمام شمال مقدونيا |
| ----------- | ----------------------------------------- | ------------------ | ------------------------- |
|             | مؤسسة التنمية الدولية                     | 30 ديسمبر 1960     | 25 فبراير 1993            |
|             | يونسكو                                    | 7 يوليو 1953       | 28 يونيو 1993             |
|             | وكالة ضمان الاستثمار متعدد الأطراف        | 12 أبريل 1988      | 19 مارس 1993              |
|             | الأمم المتحدة                             | 24 أكتوبر 1945     | 8 أبريل 1993              |
|             | الاتحاد البريدي العالمي                   | ?                  | ?                         |
|             | البنك الدولي للإنشاء والتعمير             | 31 ديسمبر 1945     | 25 فبراير 1993            |
|             | الاتحاد الدولي للاتصالات                  | 1908               | 4 مايو 1993               |
|             | منظمة حظر الأسلحة الكيميائية              | ?                  | ?                         |
|             | مؤسسة التمويل الدولية                     | 15 أبريل 1957      | 25 فبراير 1993            |
|             | المركز الدولي لتسوية المنازعات الاستشارية | 24 أكتوبر 1991     | 26 نوفمبر 1998            |
|             | منظمة التجارة العالمية                    | ?                  | ?                         |
|             | منظمة الشرطة الجنائية الدولية             | ?                  | ?                         |

## وصلات خارجية
- موقع وزارة الخارجية التشيلية